# Charles Frédéric Koenig
Pour les articles homonymes, voir Koenig.
Charles Frédéric Koenig est un homme politique français né le 19 novembre 1797 à Colmar (Haut-Rhin) et décédé le 27 mars 1874 à Colmar.

## Biographie
Fils d'un magistrat, il est avocat à Colmar. Il plaide dans des procès politiques, comme celui des conjurés de Belfort. En 1826, il fonde une société d'horticulture. Capitaine de la garde nationale et conseiller municipal de Colmar en 1830. Opposant à la Monarchie de Juillet, il est l'un des organisateurs du banquet de Colmar en 1847. En mars 1848, il est commissaire du gouvernement provisoire dans le Haut-Rhin. Il est député du Haut-Rhin de 1848 à 1849, siégeant à gauche. Compromis dans la journée du 13 juin 1849, il est déchu de son mandat et exilé.

## Sources
- « Charles Frédéric Koenig », dans Adolphe Robert et Gaston Cougny, Dictionnaire des parlementaires français, Edgar Bourloton, 1889-1891 [détail de l’édition]
- Jean-Marie Schmitt, « Charles Frédéric Koenig », in Nouveau dictionnaire de biographie alsacienne, vol. 22, p. 2063